# Sabethes gorgasi
Sabethes gorgasi är en tvåvingeart som beskrevs av Duret 1971. Sabethes gorgasi ingår i släktet Sabethes och familjen stickmyggor.
Artens utbredningsområde är Panama. Inga underarter finns listade i Catalogue of Life.